# Sroyo (Kanor)
Sroyo is een bestuurslaag in het regentschap Bojonegoro van de provincie Oost-Java, Indonesië. Sroyo telt 1278 inwoners (volkstelling 2010).